# Luka Mlakar
Luka Mlakar (* 27. April 2006 in Ljubljana) ist ein slowenischer Fußballspieler.

## Sportlicher Werdegang
Mlakar entstammt der Jugend des NK Domžale. Im Sommer 2022 wechselte der Offensivspieler in den Nachwuchsbereich des italienischen Traditionsklubs AS Rom, nachdem er kurz zuvor in der slowenischen U-16-Nationalmannschaft debütiert hatte. Parallel durchlief er die Nachwuchsmannschaften des Vereins sowie des Verbandes und lief im September 2023 bereits im Alter von 17 Jahren erstmals für die slowenische U-19-Auswahl auf.
Mitte Februar 2025 kehrte Mlakar zum im Abstiegskampf in der Slovenska Nogometna Liga befindlichen Heimatklub zurück, bei dem er in der Rückrunde der Spielzeit 2024/25 14 der möglichen 16 Spiele nach seiner Vertragsunterzeichnung bestritt. Nach seinem Erstliga-Tordebüt beim 3:3-Remis gegen den NK Bravo am 26. Spieltag war er mit einem Doppelpack zum 2:0-Erfolg über den direkten Konkurrenten NK Nafta Lendava am drittletzten Spieltag beteiligt, vom letzten Tabellenplatz auf den Relegationsplatz zu springen. Dort blieb die Mannschaft des NK Domžale bis Saisonende und musste anschließend gegen den Zweitliga-Zweiten NK Triglav Kranj antreten. Bei der 1:3-Heimniederlage im Hinspiel stand er in der Startformation, wurde aber im Rückspiel von Trainer Anton Žlogar auf die Einwechselbank beordert. Als Einwechselspieler für Nick Perc erzielte er den 4:0-Zwischenstand, der nach dem Ehrentreffer von Žiga Ovsenek zum 4:1-Endstand den Klassenerhalt bedeutete.

## Familie
Mlakars älterer Bruder Jan ist ebenfalls Fußballprofi und spielte für die slowenische A-Nationalmannschaft.